# Drepananthus ridleyi
Drepananthus ridleyi là loài thực vật có hoa thuộc họ Na. Loài này được George King mô tả khoa học đầu tiên năm 1892 dưới danh pháp Xylopia ridleyi.
Năm 1955 James Sinclair di chuyển nó sang chi Cyathocalyx và cho tới gần đây người ta coi danh pháp chính thức là Cyathocalyx ridleyi.
Năm 2010 Surveswaran S. et al. chuyển nó sang chi  Drepananthus.

## Phân bố
Malaysia bán đảo, tây bắc Borneo.